# Цілочисельне програмування
Цілочисельне програмування — різновид математичного програмування, що припускає, що шукані значення повинні бути цілими числами.
Розділ математичного програмування, у якому вивчаються методи знаходження екстремумів функцій у просторі параметрів, де всі або деякі змінні є цілими числами.
Найпростіший метод розв'язання задачі цілочисельного програмування — зведення її до задачі лінійного програмування з перевіркою результату на цілочисельність.

## Булівське програмування
До часткового випадку задачі цілочисельного лінійного програмування відносяться задачі, де змінні X можуть приймати всього лише два значення — 0 і 1. Відповідні задачі часто називають задачами булівського програмування. Найвідоміші із цих задач — задачі про призначення (якого працівника на яку роботу поставити), задачі вибору маршруту (задача комівояжера, задача листоноші) тощо.
Для розв'язання задач цього типу розробляються специфічні алгоритми, засновані на комбінаториці, графах тощо.

## Інтернет-ресурси
- A Tutorial on Integer Programming
- Conference Integer Programming and Combinatorial Optimization, IPCO
- The Aussois Combinatorial Optimization Workshop